# Ericameria viscosa
Ericameria viscosa là một loài thực vật có hoa trong họ Cúc. Loài này được (D.D.Keck) G.L.Nesom & G.I.Baird mô tả khoa học đầu tiên năm 1993.